# 사프타리시

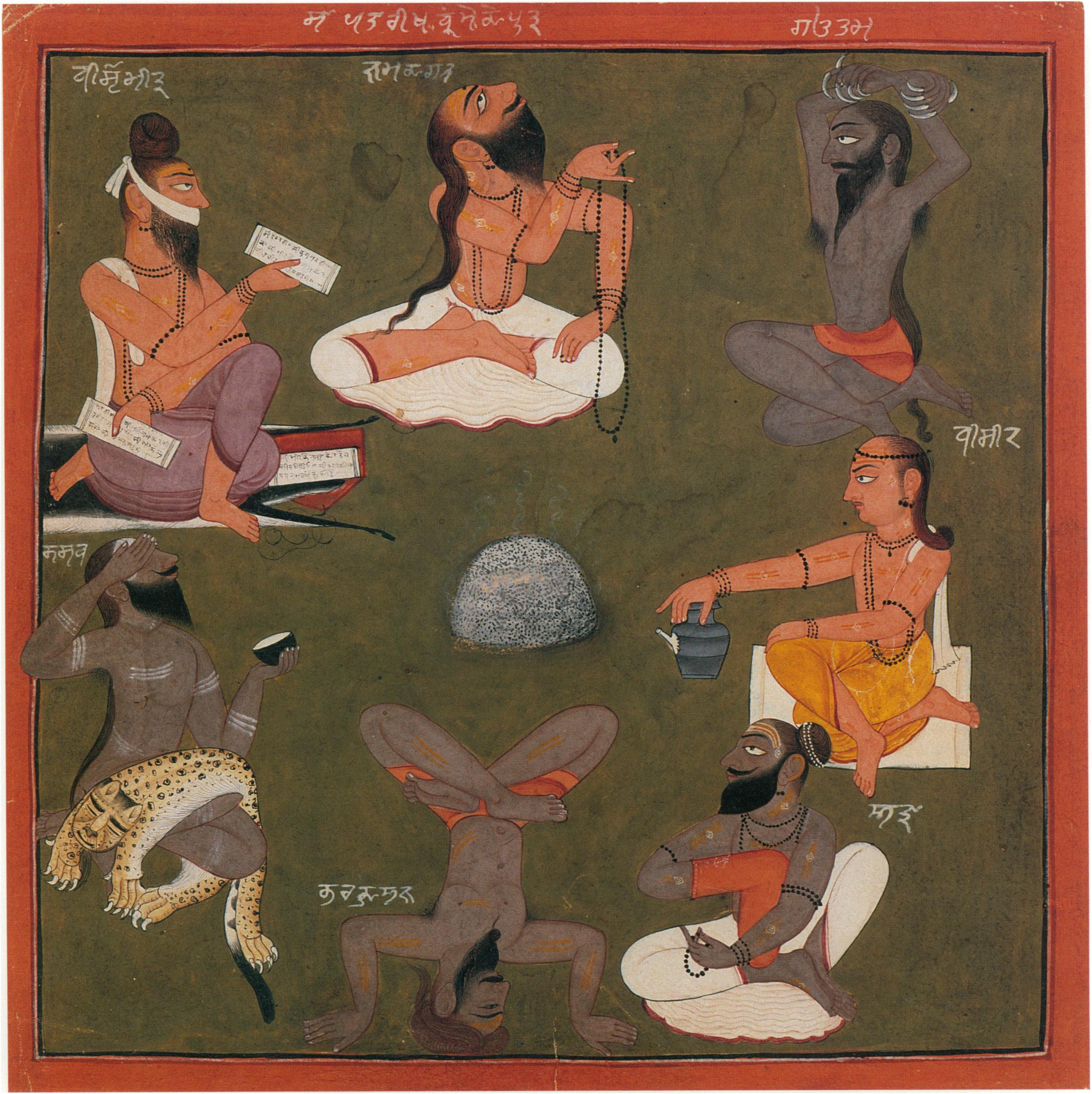
사프타리시: 비슈바미트라 (왼쪽 위), 자마다그니 (가운데 위), 가우타마 (오른쪽 위), 바시슈타 (가운데, 수염 없음), 카샤파 (왼쪽 아래), 바라드바자 (가운데 아래, 요가 아사나 자세로 거꾸로), 아트리 (오른쪽 아래). 파하리, 반드랄타-만코트 공방; c. 1700. 찬디가르 정부 박물관 및 미술관

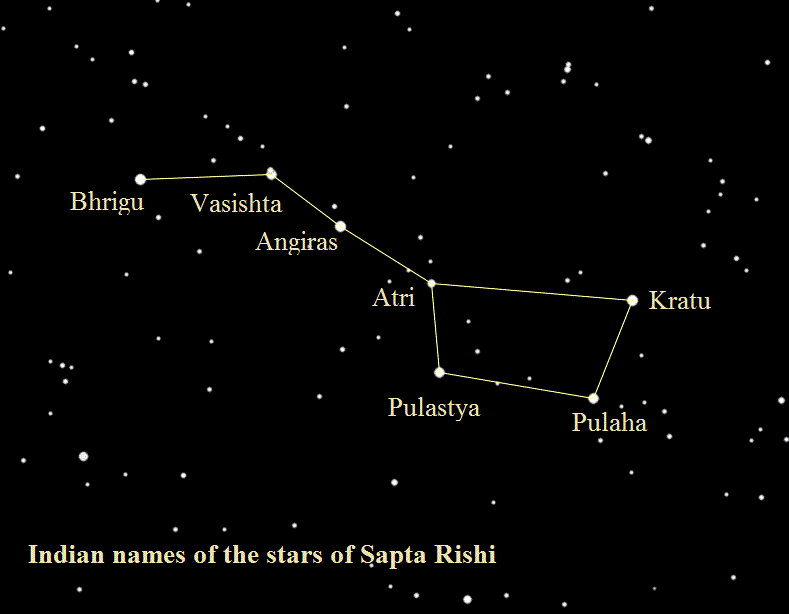
전통적인 힌두 천문학에서 북두칠성의 일곱 별은 사프타리시의 이름과 동일시된다.

사프타리시(산스크리트어: सप्तर्षि IAST: Saptarṣi)는 베다 및 스칸다 푸라나와 같은 다른 힌두 문헌에서 칭송받는 고대 인도의 일곱 현자를 말한다. 베다의 삼히타는 이 리시들의 이름을 열거하지 않지만, 브라마나 및 우파니샤드와 같은 후기 베다 경전에서는 이들을 명명하여 쉽게 알아볼 수 있게 한다.

## 힌두교 경전
"사프타리시" 개념의 초기 원형은 리그베다 삼히타의 여섯 "가족서"와 관련된 여섯 가문에서 유래했을 수 있다 (만달라 2-7을 오름차순으로: 그릿사마다, 비슈바미트라, 바마데바, 아트리, 바라드와자, 바시슈타). 만달라 8은 "가족서"는 아니지만 대부분 칸바에게 귀속되며, 칸바는 7번째 원형 사프타리시로 간주될 수 있다.
일곱 리시의 가장 초기 공식 목록은 자이미니야 브라마나 2.218–221에 나와 있다: 아가스탸, 아트리, 바라드바자, 가우타마, 자마다그니, 바시슈타, 그리고 비슈바미트라이며, 이어서 브리하다란야카 우파니샤드 2.2.6에 약간 다른 목록이 있다: 아트리, 바라드바자, 가우타마, 자마다그니, 카샤파, 바시슈타, 비슈바미트라. 후기의 고파타 브라마나 1.2.8에는 바시슈타, 비슈바미트라, 자마다그니, 가우타마, 바라드바자, 군구, 아가스탸, 카샤파가 있다.
후기 베다 경전에서는 다른 목록들이 나타난다; 이 리시들 중 일부는 최고의 존재를 창조자로 표현하는 브라흐마의 '마음으로 태어난 아들들'(산스크리트어: मनस पुत्र, 마나사푸트라)로 인정받았다. 다른 표현으로는 파괴신으로서의 마헤슈바라 또는 시바와 유지신으로서의 비슈누가 있다. 이 일곱 리시는 또한 브라만의 고트라의 조상으로 간주되는 주요 여덟 리시 중 일부였기 때문에, 이 리시들의 탄생은 신화화되었다.
전설에 따르면, 다음 만반타라의 일곱 리시는 딥티마트, 갈라바, 파라슈라마, 크리파, 드라우니 또는 아슈와타마, 비야사, 그리고 리샤슈링가가 될 것이다.

### 이름
마누의 시대인 만반타라는 칼파(브라흐마의 하루) 내의 시간 단위이다. 한 칼파에는 열네 만반타라가 있으며, 각 만반타라는 산디아(연결 기간)에 의해 구분된다. 각 만반타라는 다른 마누에 의해 통치되며, 현재의 일곱 번째 만반타라는 바이바스바타 마누에 의해 통치된다. 리시와 그들의 아들들은 각 만반타라마다 새로 태어난다.

로그 눈금으로 표시된 힌두교 시간 단위의 만반타라.

| 마누 (만반타라)     | 사프타리시                                                                         |
| ------------------- | ---------------------------------------------------------------------------------- |
| 스바얌부바          | 아트리, 앙기라스, 풀라하, 풀라스타, 크라투, 마리치, 바시슈타.                      |
| 스바로치샤          | 우르자, 스탐바, 프라나, 바타, 프리샤바, 니라야, 파리반                             |
| 우타마              | 카우쿤디히, 쿠룬디, 달라야, 상카, 프라바히타, 미타, 삼미타                         |
| 타파사/타마사       | 조티르드하마, 프리투, 카비아, 차이트라, 아그니, 바나카, 피바라                     |
| 라이바타            | 히라니야로마, 베다스리, 우르다바후, 베다바후, 수드하마, 파르잔야, 마하무니         |
| 차크슈샤            | 수메드하, 비라자, 하비슈만, 우타르, 마두, 사히슈누, 아티나마                       |
| 바이바스바타 (현재) | 바시슈타, 카샤파, 아트리, 자마다그니, 가우타마, 비슈바미트라, 바라드바자           |
| 사바르니            | 딥티마트, 갈라바, 파라슈라마, 크리파, 드라우니 또는 아슈와타마, 비야사, 리샤슈링가 |
| 닥샤-사바르니       | 사바나, 듀티마트, 바비아, 바수, 메드하티티, 조티슈만, 사트야                       |
| 브라흐마-사바르니   | 하비슈만, 수크리티, 사트야, 아파맘무르티, 나바가, 아프라티마우자스, 사트야케투     |
| 다르마-사바르니     | 니샤라, 아그니테자스, 바푸슈만, 비슈누, 아루니, 하비슈만, 아나가                   |
| 루드라-사바르니     | 타파스위, 수타파스, 타포무르티, 타포라티, 타포드흐리티, 타포듀티, 타포드하나       |
| 데바-사바르니       | 니르모하, 타트와데르신, 니슈프라캄파, 니루츠카, 드흐리티마트, 아비아야, 수타파스   |
| 인드라-사바르니     | 아그니브슈, 수치, 아우크라, 마가다, 그리드라, 유크타, 아지타                       |

### 목록
1. 샤타파타 브라마나와 브리하다란야카 우파니샤드 (2.2.4)는 일곱 리시(또는 사프타리시)의 이름을 다음과 같이 인정한다:
- 아트리
- 바라드바자
- 가우타마
- 자마다그니
- 카샤파
- 바시슈타
- 비슈바미트라

2. 크리슈나 야주르베다의 산디야-반다나 만트라는 다음과 같다:
- 앙기라스
- 아트리
- 브리구
- 가우타마
- 카샤파
- 쿠차
- 바시슈타

3. 마하바라타와 브리하트 삼히타는 일곱 리시의 이름을 다음과 같이 제시한다:
- 앙기라스
- 아트리
- 크라투
- 마리치
- 풀라하
- 풀라스타
- 바시슈타

## 자이나교
자이나교에서는 다음과 같이 명시되어 있다: "한때 우타르프라데시주의 마투라에 위치한 7명의 릿디다리 디감바르 성인들이 '아카샤가미니 비디아'를 가지고 우기에 차투르마스(사개월 안거)를 위해 왔는데, 그들의 이름은 1) 수르마니우, 2) 스리마니우, 3) 스리니차이, 4) 사르바순다르, 5) 자이반, 6) 비나이라라, 7) 자이미트라였다. 그들은 모두 프라바푸르나가르의 스리 난단 왕과 다리니 왕비의 아들들이었다. 스리 난단 왕은 전지전능한 프리틴카르 무니라즈의 제자가 되어 딕샤를 받고 구원을 얻었다. 이 7명의 디감바르 무니들의 위대한 타프차란(고행) 덕분에 '마하마리' 질병의 악영향이 멈추었고, 그들은 모두 '사프타리시'라는 이름을 얻었다. 그 사건 이후 샤트루그나 왕은 도시의 네 방향에 이 7명의 무니들의 많은 조각상을 만들었다."

## 시크교
전통적으로 구루 고빈드 싱에게 귀속되는 경전인 다삼 그란트에는 일곱 리시, 즉 발미키, 카샤파, 수크라, 바체스, 브야사, 캇, 칼리다사의 전기가 언급되어 있다. 이들은 브라흐마 아바타르라는 구성에서 설명된다.

## 천문학
고대 인도 천문학에서 서양에서 큰곰자리의 더 큰 별자리 중 일부인 북두칠성으로 알려진 별 패턴은 삽타르시라고 불리며, 일곱 별은 일곱 리시를 나타낸다: 바시슈타, 마리치, 풀라스타, 풀라하, 아트리, 앙기라스, 크라투. 바시슈타 근처의 희미한 동반성인 아룬다티는 바시슈타의 아내와 동일시된다. 바시슈타와 아룬다티는 함께 미자르와 알코르 쌍성계에 해당한다.
힌두교 천문학에서 사프타리시 만달라 또는 북두칠성의 일곱 별은 다음과 같이 불린다:
| 인도 이름 | 바이어 명칭 | 서양 이름 |
| --------- | ----------- | --------- |
| 크라투    | α UMa       | 두브헤    |
| 풀라하    | β UMa       | 메라크    |
| 풀라스타  | γ UMa       | 페크다    |
| 아트리    | δ UMa       | 메그레즈  |
| 앙기라스  | ε UMa       | 알리오트  |
| 바시슈타  | ζ UMa       | 미자르    |
| 마리치    | η UMa       | 알카이드  |

바시슈타는 희미한 동반성인 아룬다티(알코르/큰곰자리 80)와 동반한다.

## 같이 보기
- 나치케타
- 드흐루바
- 아프칼루